# D&B Together
D&B Together es el quinto álbum de la banda estadounidense de rock Delaney & Bonnie and Friends. Es su último álbum con material nuevo, porque Delaney y Bonnie Bramlett se divorciaron y rompieron el grupo poco después.
A pesar de que fue lanzado bajo Columbia/CBS (nº catálogo KC 31377), D&B Together se grabó orinalmente para el sello Atco/Atlantic, e iba a llamarse Country Life. Según su autobiografía Rhythm and the Blues, el director de Atlantic Jerry Wexler no estaba satisfecho con la calidad del disco, por lo que, después de investigar y averiguar que Delaney y Bonnie estaban a punto de separarse, vendió su contrato - incluyendo la cinta maestra de éste - a CBS.
Los artistas invitados del disco incluyen a Eric Clapton, Leon Russell, Duane Allman, Dave Mason, John Hartford, Billy Preston, Tina Turner y Steve Cropper.

## Lista de canciones
1. "Only You Know and I Know"  (Dave Mason) - 3:26
2. "Wade in the River of Jordan"  (tradicional, arr. Delaney Bramlett) - 2:10
3. "Sound of the City"  (Delaney Bramlett/Joe Hicks) - 2:39
4. "Well, Well"  (Delaney Bramlett) - 3:03
5. "I Know How It Feels to Be Lonely"  (Bonnie Bramlett/Leon Ware) - 3:47
6. "Comin' Home"  (Bonnie Bramlett/Eric Clapton) - 3:13
7. "Move 'Em Out"  (Steve Cropper/Bettye Crutcher) - 2:50
8. "Big Change Comin'"  (Delaney Bramlett) - 3:22
9. "A Good Thing (I'm on Fire)"  (Delaney Bramlett/Gordon DeWitty) - 2:13
10. "Groupie (Superstar)"  (Bonnie Bramlett/Leon Russell) - 2:49
11. "I Know Something Good About You"  (Delaney Bramlett/Joe Hicks) - 4:11
12. "Country Life"  (Delaney Bramlett/Bobby Whitlock) - 3:38

- Columbia/Legacy lanzó una reedición en CD en 2003. En esta versión remasterizada contiene seis pistas adicionales de actuaciones en solitario de Delaney y Bonnie entre 1972-73 como artistas en solitario. Las pistas son:

1. Delaney Bramlett "Over and Over" (Delaney Bramlett) - 2:41
2. Delaney Bramlett "I'm Not Your Lover, Just Your Lovee" (Delaney Bramlett/Doug Gilmore) - 4:28
3. Bonnie Bramlett "Good Vibrations" (Gordon DeWitty) - 3:13
4. Delaney Bramlett "Are You a Beatle or a Rolling Stone" (Delaney Bramlett/Doug Gilmore) - 3:22
5. Bonnie Bramlett "(You Don't Know) How Glad I Am" (Jimmy Williams/Larry Harrison) - 3:58
6. Delaney Bramlett "California Rain" (Delaney Bramlett/Doug Gilmore) - 3:52

## Personal
| - Delaney Bramlett - guitarra, voz - Bonnie Bramlett - voz - Eric Clapton - guitarra, voz - Leon Russell - piano, teclados, voz - Duane Allman - guitarra, voz - Dave Mason - guitarra, voz - Carl Radle - bajo, voz - John Hartford - banjo, voz - Steve Cropper - guitarra, voz - Jim Gordon - batería, voz - Red Rhodes - steel guitar, voz - Jaimoe - batería, voz - Billy Preston - teclados, piano, voz - Charlie Freeman - guitarra, voz - Kenny Gradney - bajo, voz - Bobby Whitlock - teclados, voz - Bobby Keys - saxo, voz - James Jamerson - bajo, voz - Jerry Jumonville - saxo, voz | - King Curtis - saxo, voz - Larry Knechtel - bajo, voz - Darrell Leonard - trompeta, voz - Jim Price - cuerno, voz - Chuck Rainey - bajo, voz - Larry Savoie - trombón, voz - Rita Coolidge - voz - Tina Turner - voz - Venetta Fields - voz - Merry Clayton - voz - Eddie Kendricks - voz - Sam Clayton - voz - Joe Hicks - voz - Patrice Holloway - voz - Tex Johnson - voz - Clydie King - voz - Sherlie Matthews - voz - Gordon De Witty - voz - Jay York - voz |

## Producción
- Productores: David Anderle/Doug Gilmore/Delaney Bramlett
- Ingenieros de sonido: Tom Dowd/James Greene
- Dirección artística: Howard Fritzson
- Fotografía: David Gahr/Beverly Parker/Sandy Speiser
- Anotaciones (reedición de 2003): Greg Martin